# Lachesana rufiventris
Lachesana rufiventris là một loài nhện trong họ Zodariidae.
Loài này thuộc chi Lachesana. Lachesana rufiventris được Eugène Simon miêu tả năm 1873.